# Манзи
Манзи — назва китайського населення, яке проживає на території Уссурійського краю.

## Походження та значення назви
Різні вчені по-різному трактують термін «манзи». На думку В. К. Арсеньєва, термін «манзи» означає «вільний син». Натомість, М. М. Пржевальський визначає термін «манзи», як такий, що в перекладі з китайської мови означає «бродяга». У своїх працях Пржевальський писав: 
|  | «Велика частина цих китайців або були заслані сюди за різні злочини, або просто тікали зі своєї батьківщини. Втім, між такими засланцями і втікачами є багато і вільних китайців, які добровільно приходять у наш край для ловлі морської капусти, промивки золота, полювання тощо». |

## Історія

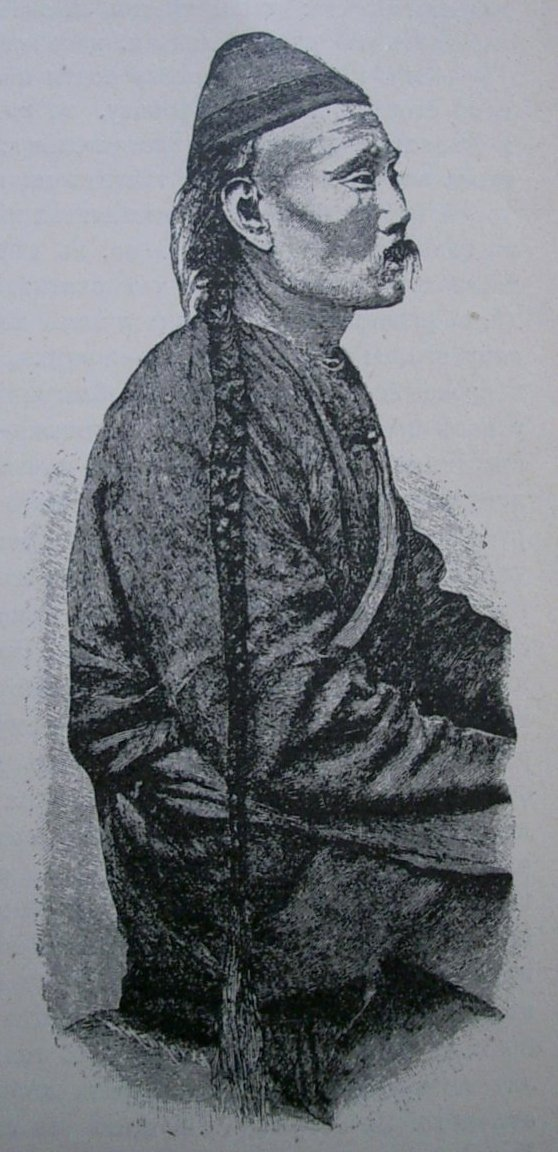
Рисунок 1897 року

Достеменно невідомо, коли саме манзи з'явилися на території Уссурійського краю, але перша письмова згадка про цю етнічну групу датується 1846 роком і пов'язана вона з ім'ям французького місіонера Де ла Брюньера. Пізніше, у 1869 році про них у своїх працях написав Микола Михайлович Пржевальський. Згодом манзи були згадані і в працях Михайла Івановича Венюкова.
Найвідомішим історичним фактом пов'язаним з етнічною групою манзи є «Манзовська війна» 1868 року, приводом для початку якої став той факт, що відповідно до Айгунского договору (договір між Російською імперією та цинським Китаєм, який було підписано 16 травня 1858 року у місті Айгуні), китайське населення, у тому числі й манзи, зберігало цінське громадянство, тобто знаходилося під управлінням китайської адміністрації. Частина населення, користуючись адміністративною плутаниною, почала об'єднуватися в бандитські клани — хунхузи.19 квітня 1868 року на острові Аскольд відбулася сутичка між манзами-золотошукачами та екіпажем парової шхуни «Алеути», завданням якого було розігнати угрупування манзів-золотошукачів. У ході сутички було поранено десятьох моряків, трьох — вбито. Пізніше, в ніч з 25 на 26 квітня манзи напали на військовий пост в затоці Стрілець і знищили його. 28 квітня манзи спалили російське село, яке знаходилося недалеко від острову Аскольд, 15 травня вони здійснили ще один напад на російське село Микільське. З огляду на ці події Російська імперія віддала наказ про ліквідацію озброєних бандитських груп (хунхуз), яка тривала до середини липня 1868 року.

## Культура
Манзи належить до групи народів хань, як мову спілкування вони використовують китайську, сповідують такі релігії, як: даосизм, конфуціанство і китайські народні вірування.
Більшість представників етнічної групи манзи кочують з одного місця на інше, але, є й такі, котрі ведуть осілий спосіб життя.
Розселяються манзи на території Уссурійського краю, за так званими «манзовськими стежками», які простягаються від кордонів Кореї до затоки святого Володимира. Селяться вони переважно невеликими групами, або «артілями», які нараховують від 8-10 і більше чоловік. Проживають манзи у невеликих будинках, які називаються фанза. Це, як правило, прямокутна одноповерхова будівля завдовжки 12-14 м і шириною до 8 м. Фанза має каркасну будову, основу якої становить конструкція з дерев'яних опорних стовпів і балок, стіни зводяться з саману. Двосхилий дах вкривається соломою, очеретом або черепицею. Найчастіше у фанзі вміщуються дві-три кімнати з вікнами, де обов'язково знаходиться вогнище з залізним казаном і кан для спання. Вхідні двері завжди розташовуються у напрямку найближчої річки. Майже кожна фанза має прибудови, у яких зберігаються продукти і річний запас дров.
Одяг манзи виготовляють з синьої або чорної бавовняної тканини китайського виробництва, відомої на Далекому Сході під назвою щоб. Традиційний костюм народу складається з сорочки, куртки та штанів. Як взуття манзи використовують ули — м'які китайські чоботи, які виготовляються з щільної тканини або шкур дрібних копитних.
Основу повсякденного раціону манзи складають страви з борошна (паровий хліб, локшина, пельмені) та крупи (каші), а також, бобові й овочі (картопля, пекінська капуста, огірки, зелень). У їжу також прийнято вживати гриби, свинину, курятину, яйця, рибу тощо. Іноді манзи вживають м'ясо борсуків і навіть щурів. Їжа переважно готується без солі, але подається з солоними і гострими приправами на основі цибулі, часнику, перцю та зелені. Кожний прийом їжі супроводжується вживанням ханшіна — міцної китайської горілки.
Основними заняттями етнічною групи є: землеробство, скотарство, полювання, рибальство тощо.